# Kaprije
Kaprije (italienisch: Capri di Dalmazia) ist eine Insel im Archipel vor Šibenik in Kroatien. Die Insel hat eine besondere Form, ist kaum bewaldet und bietet herrliche Eindrücke von Aussichtspunkten, Wanderwegen, Felswänden und Stränden.

## Lage und Einwohner
Kaprije liegt ca. 15 km Luftlinie entfernt von Šibenik, einer Weltkulturerbestadt mit über 40.000 Einwohnern, zwischen den Inseln Zmajan, Žirje und Kakan. Der Ort Kaprije liegt windgeschützt in Hanglage am Ende einer langen, bei Seglern als sturmsicher geschätzten Bucht. Die Insel bekam ihren Namen von der Mittelmeerpflanze Kaper, die neben anderen Gewürzpflanzen wie Lorbeer und Rosmarin auf der Insel wächst. Vom höchsten Punkt der Insel (rd. 130 m ü. M.) sind der Gebirgszug des Velebit (bis 1700 m) und dessen Ausläufer Richtung Zadar und Split in ganzer Länge zu sehen. Ab Šibenik, der Bezirkshauptstadt und Bischofsstadt, verkehren 2 Fährlinien (Jadrolinija) und Katamaran Line 9502 mehrmals täglich zur 12 Seemeilen entfernten autofreien Insel Kaprije und weiter nach Žirje.
Ihren Lebensunterhalt verdienten die Bewohner traditionell hauptsächlich mit Fischfang sowie mit Garten- und Obstbau (Oliven, Feigen, Granatäpfel, Zitrusfrüchte, Maulbeeren, Wildkräuter). Um der Erosion durch Wind und Wetter zu trotzen, schichteten die Einwohner im Laufe der Jahrhunderte per Hand hunderte Kilometer Steinmauern auf. Die bis zu vier Meter hohen und drei Meter breiten Mauern dienen auch heute noch zur Einfriedung der Grundstücke, der Olivengärten, manchmal als Hausmauer oder Weg.
Die Wasserversorgung beruhte bis 2009 auf einem mehrere 100 m² großen, aus Stein gebauten Regenauffangbecken mit Zisterne, welches heute noch besteht. Das mit einem Kiesfilter gereinigte Regenwasser musste mühsam mit Eimern nach Hause getragen werden. Parallel brachten bis 2011 Schiffe Trinkwasser zur Insel, welches vom Hafen aus zu den Haus-Zisternen gepumpt wurde. Heute ist eine moderne Wasserversorgung installiert. Ebenso wurde die Stromversorgung verbessert, um den steigenden Bedarf, auch in der Hauptsaison, gerecht zu werden.
In dieser Zeit erweiterte man auch den Hafenkai auf die doppelte Länge, stellte ein Lastenschiff in Dienst und erhöhte die Anzahl der Bojen. Auch baute man neue Straßen und installierte Laternen. 2023 errichtete man einen zusätzlichen Kai westlich vom Ort mit großem Aufwand. In der Winterzeit wird hier viel erneuert, erweitert und renoviert. 

## Aktuelles
2024 erfolgte die Fertigstellung und Eröffnung, einer windsicheren Anlegestelle für Jadrolinja-Fähren 800 m außerhalb des Ortes, welche allerdings für ältere Einwohner schlecht erreichbar ist. Es soll auch die vom Ort zu diesem Kai führende Straße verbreitert werden. Die Eröffnung des neuen Kais wurde daher von einigen Einwohnern über Wochen bestreikt.
2024 Eine Erweiterung der Wasser- und Stromversorgung mittels Untersee-Leitungen ist im Bau.
Diese Leitung wird die Insel Zirje mitversorgen.
2024 nach 40 Jahren, wieder Eröffnung einer Schule auf Kaprije. 
1 Schulklasse 1 Schüler 1. Schulstufe
2025 und 2026 wird je 1 Kind dazu unterrichtet. Junge Familien erkennen wieder den Wert des ruhig wohnen, verlagern ihren Lebensmittelpunkt nach Kaprije.
2024 Winter  - Die Eigentümerin schloss mit ihrer Pensionierung das Lebensmittel Geschäft. 
2025 Frühjahr - eine kroatische Handel Kette übernimmt die Räume. Wiedereröffnung des Geschäftes.

## Geschichte
Kaprije wurde vor 400 Jahren erstmals besiedelt. Ursprüngliche Steinhäuser, die Stein gebaute Gemeindezisterne und auch die alte Kirche sind heute noch erhalten.
Am 22. März 1944 ankerte das Kriegsschiff Francesca da Rimini, gebaut 1942 in Rijeka, wegen eines Motorschadens in der Nähe der Insel. Seine Länge betrug 42 m, die Breite 12 m und das Gesamtgewicht 281 Tonnen. 1943 war das Schiff von der Deutschen Marine beschlagnahmt worden. Sein Auftrag war der Transport von Waffen und Munition nach Nordafrika zu den deutschen Truppen unter Rommel. Trotz versuchter Tarnung sichteten zwei britische Spitfire-Bomber das Schiff und versenkten es. Heute liegt die Francesca da Rimini in einer Tiefe zwischen 38 m bis 50 m. Von den 3 Masten, die sie einst hatte, liegen zwei umgeknickt und der dritte ragt bis heute 28 Meter aufrecht in die Höhe. Das noch sehr gut erhaltene Wrack liegt vor der Küste Richtung Murter mit dem Deck in über 40 m Tiefe und ist heute ein beliebtes Ziel von Tauchern.
In den 1990er Jahren verbrannte ein großer Teil des üppigen Inselbewuchses, einschließlich des alten Pinienbaumbestands. Die Südwestseite der Insel bewahrt noch etwas von dem Bestand, einschließlich einiger uralter Platanen.

## Galerie

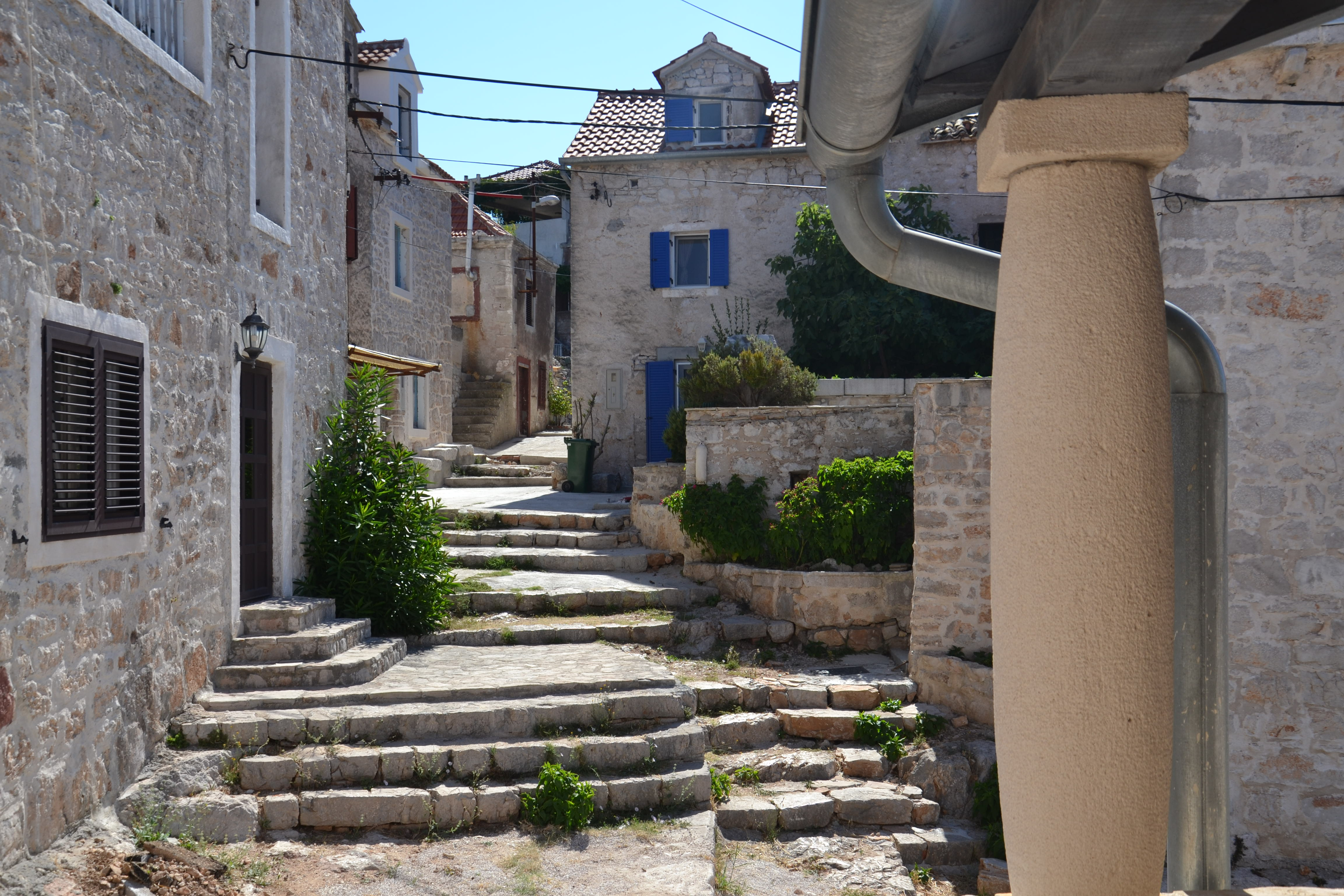
Historisches Zentrum der Ortschaft
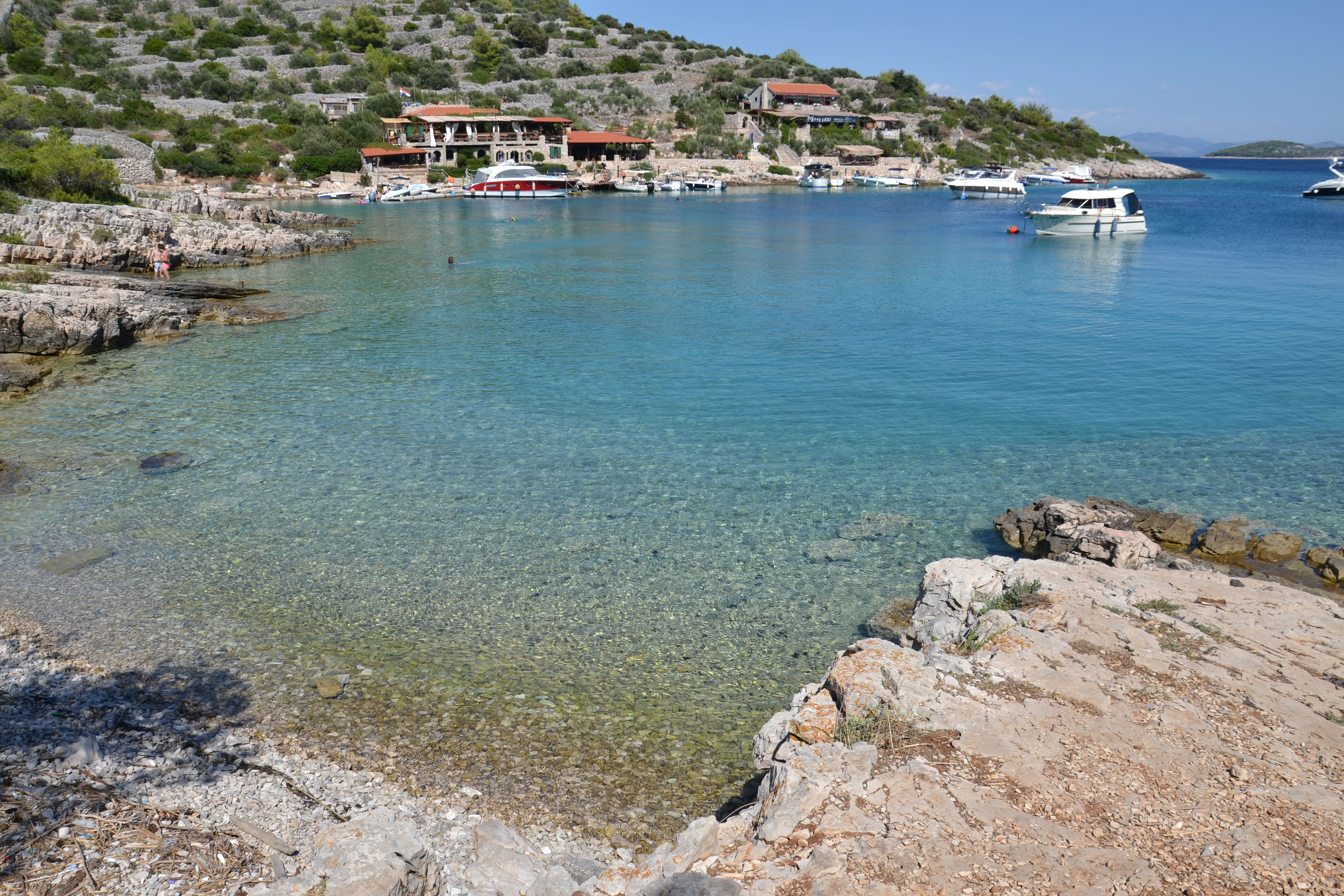
Bucht Mali Nozdra im Südosten der Insel
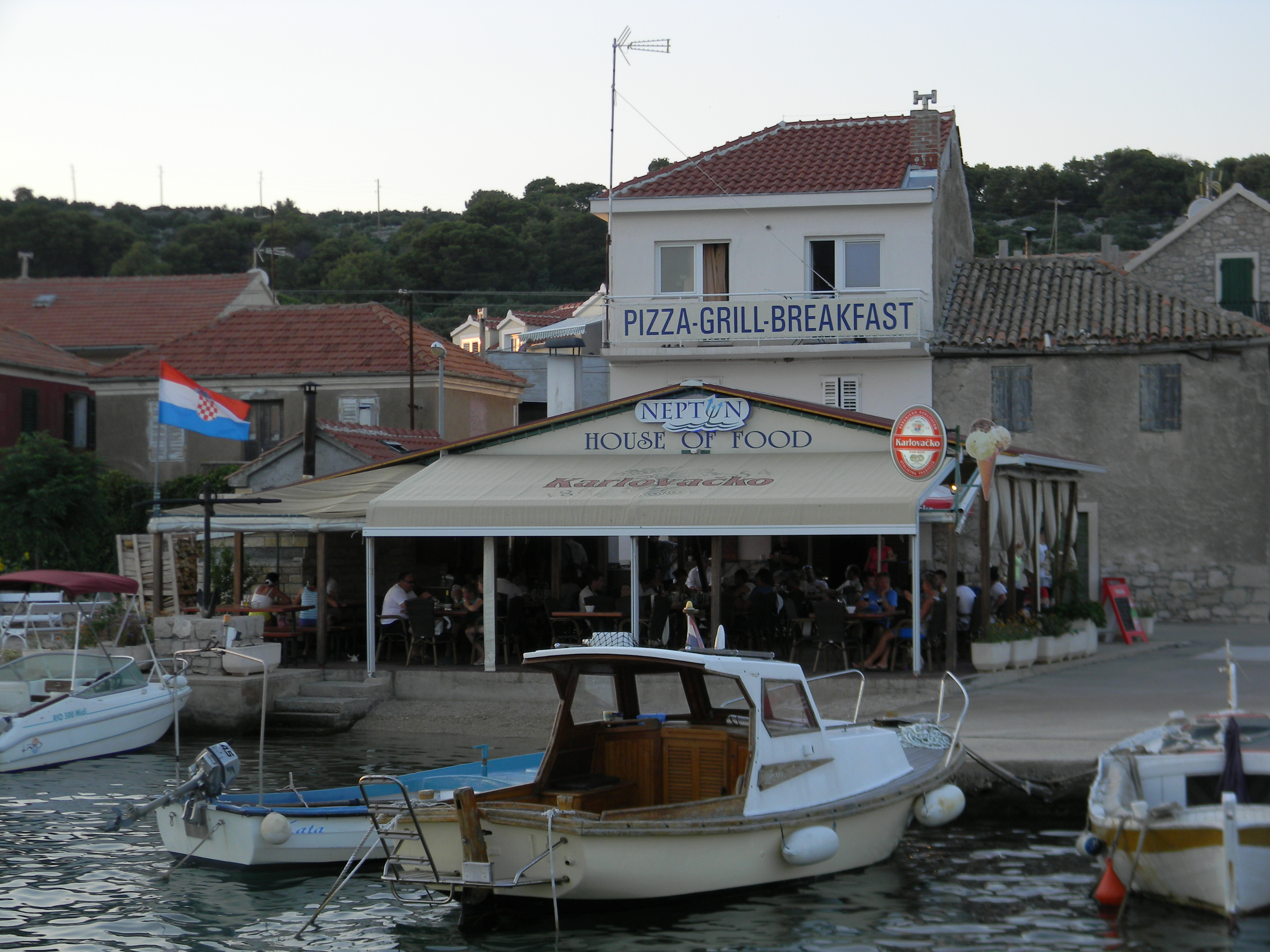
Dorfplatz
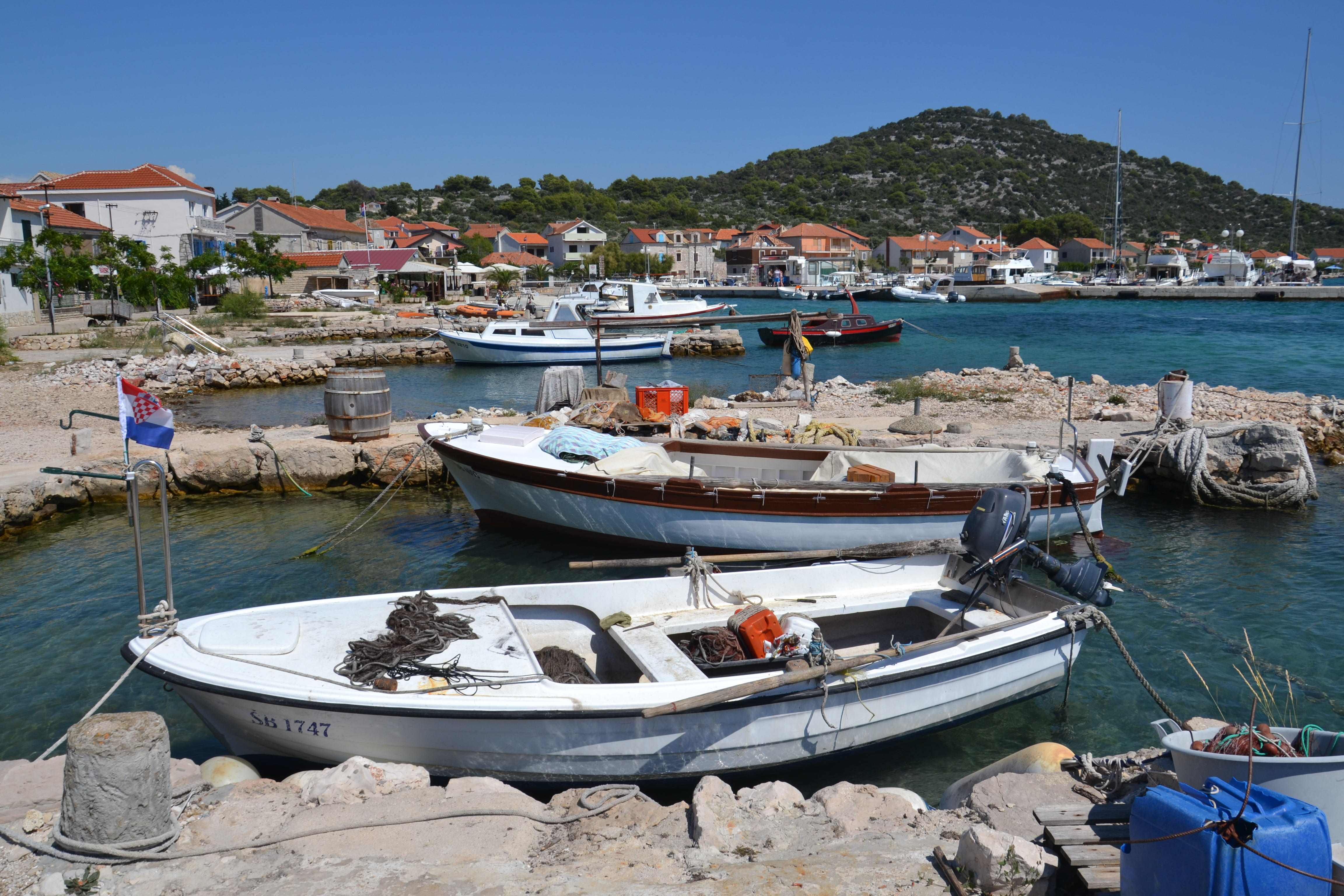
Kaprije Bucht
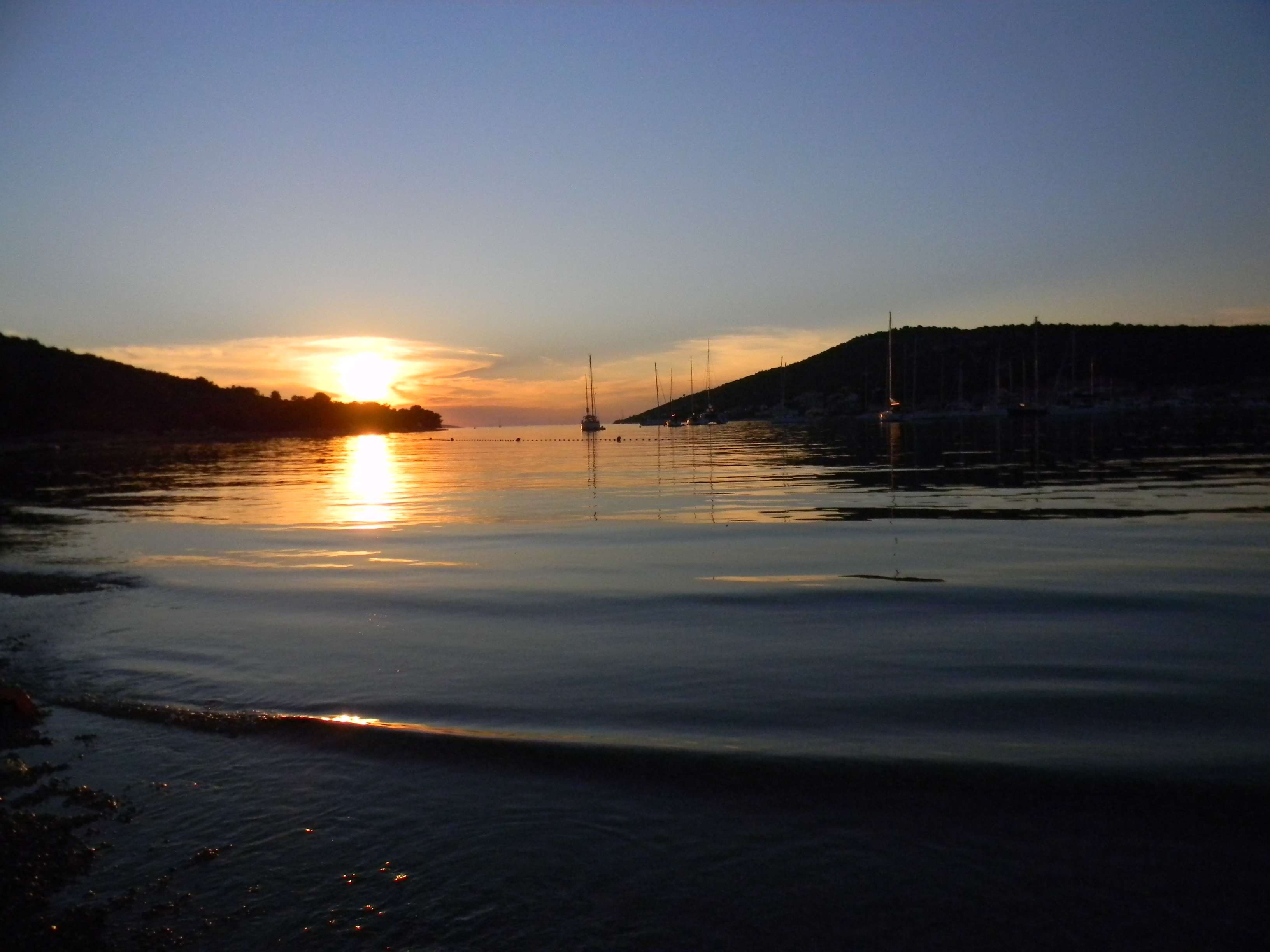
Abendstimmung – Blick Richtung Kornaten Nationalpark
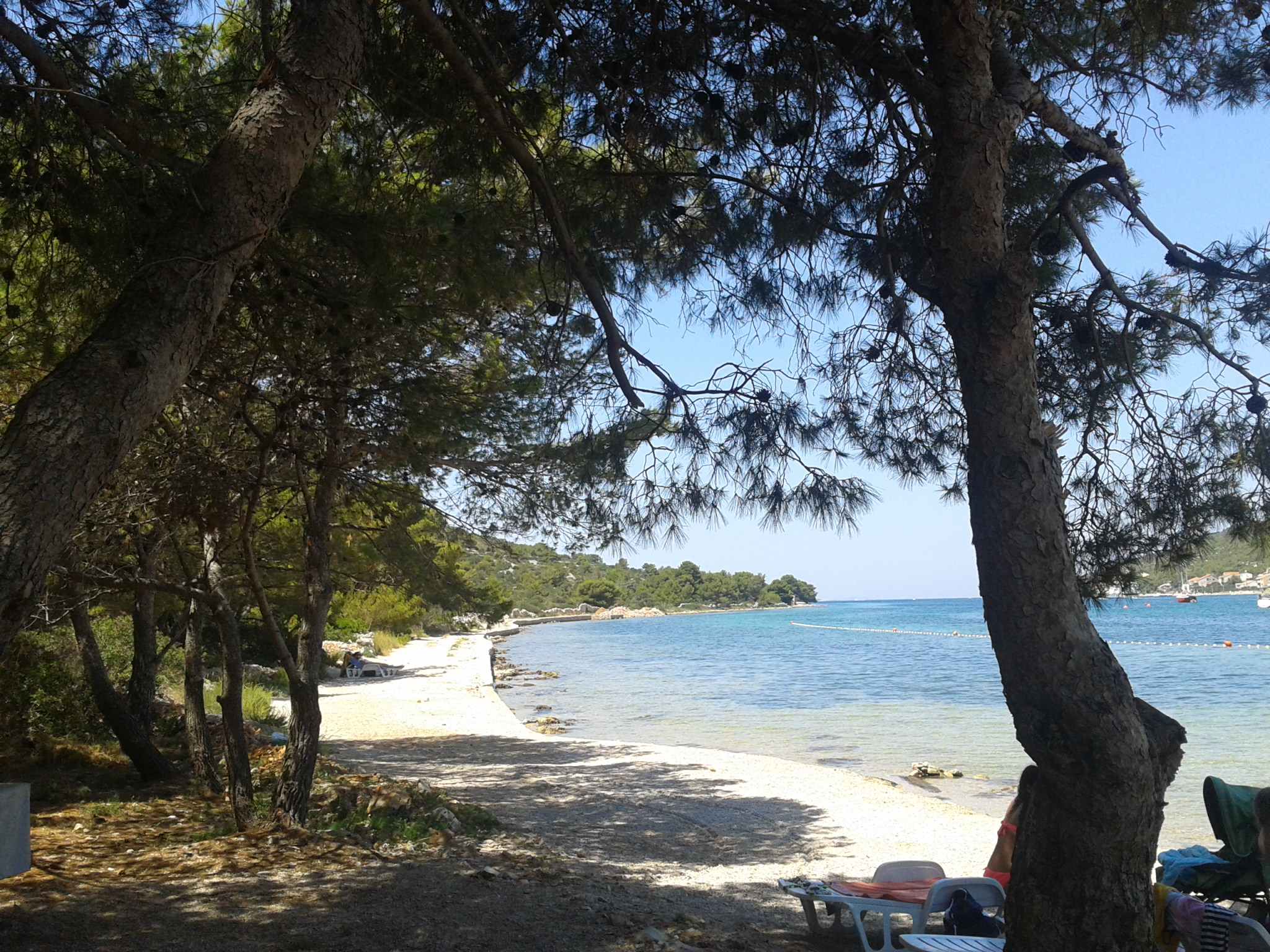
Schotterstrand Dorf Bucht
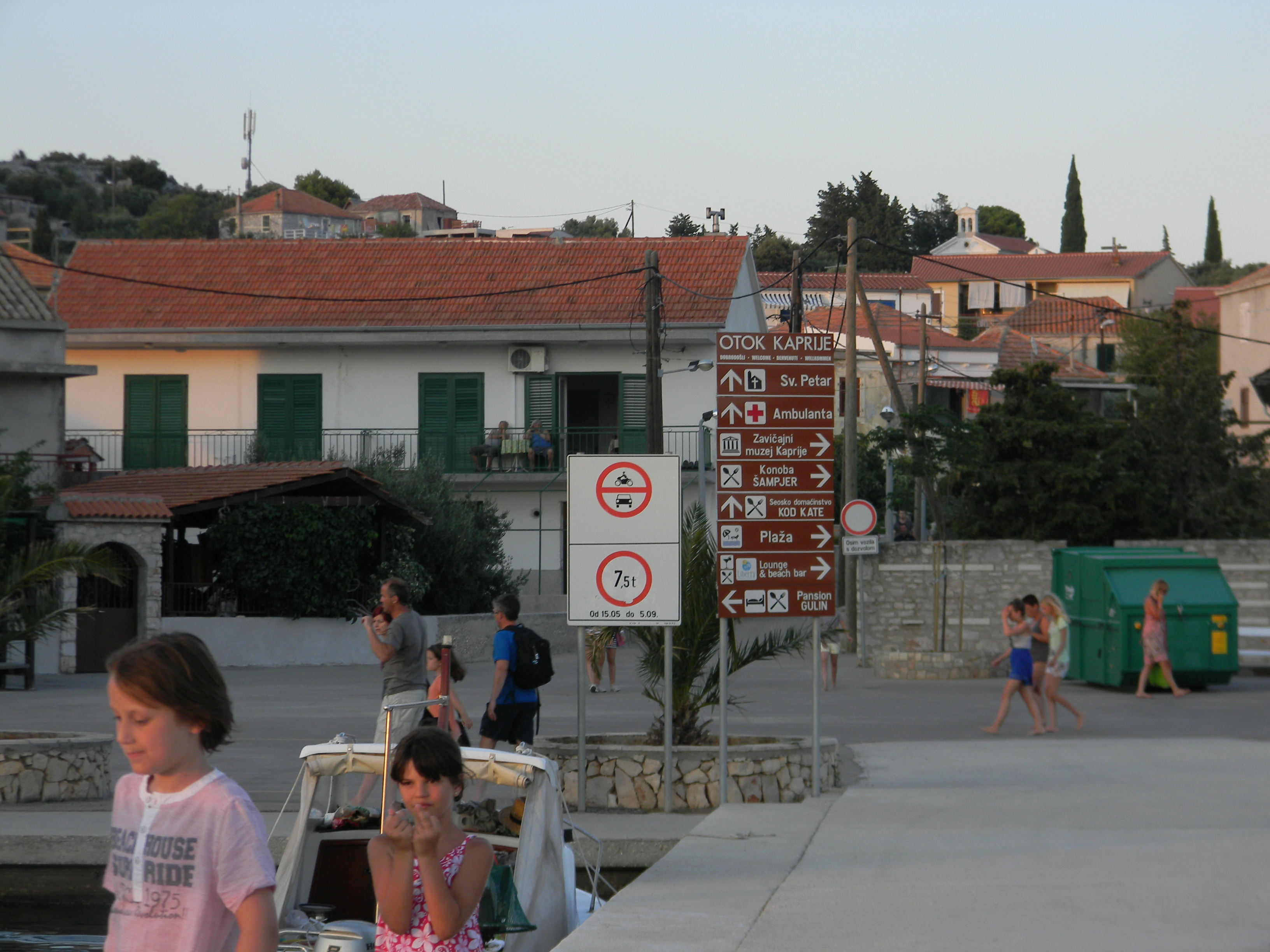
Ankunft Hafen